# Dărmănești (gmina w okręgu Suczawa)
Dărmănești – gmina w Rumunii, w okręgu Suczawa. Obejmuje miejscowości Măriței, Călinești, Călinești-Vasilache, Dănila, Mărițeia Mică i Dărmănești. W 2011 roku liczyła 5228 mieszkańców.